# Ceratina chalybea
Ceratina chalybea är en biart som beskrevs av Chevrier 1872. Den ingår i släktet märgbin och familjen långtungebin. Inga underarter finns listade i Catalogue of Life.

## Beskrivning
Ceratina chalybea är ett förhållandevis litet bi, om än stort för att vara ett märgbi: Honan är 8 till 10 mm lång, hanen ofta något kortare, 7 till 10 mm. Kroppen är kraftig och metallglänsande blågrön med ett vanligen svart huvud. Hos hanen är clypeus och labrum vita; båda könen har även vita markeringar på sidorna av mellankroppens främre del och på skenbenen.

## Utbredning
Arten förekommer framför allt kring Medelhavet, men dess utbredningsområde fortsätter norrut till norra Frankrike, södra Tyskland samt via Centraleuropa till sydvästra Ryssland, Kaspiska havet och Turkiet. I Medelhavet förekommer den på Korsika, Sicilien och Kreta, men saknas på Balearerna, Sardinien och Cypern. Söderut når den till Atlasbergen i Marocko.

## Ekologi
Som alla märgbin bygger honan hos Ceratina chalybea sina larvbon i märgen på torra växtgrenar. Likt många andra arter ur släktet föredrar denna art växter ur hallonsläktet, bland annat macchiabjörnbär; arten utnyttjar även kardväddsläktet och gudaträdssläktet.
Arten lever i buskvegetation av macchiatyp samt i trädgårdar på landsbygd och förorter. I bergen kan den gå upp till nästan 2 500 m. En förutsättning är att arten skall ha tillgång till boväxter i de habitat där den lever.
Arten, som är aktiv under sommaren, är uttalat polylektisk, den flyger till blommande växter från ett stort antal familjer, som bland annat korgblommiga växter, strävbladiga växter, klockväxter, nejlikväxter och vindeväxter.

## Bevarandestatus
IUCN har inte identifierat några generella hot mot denna art, utan har klassificerat den som livskraftig ("LC"). Emellertid gäller samma motsatsförhållande som föreligger för andra nära släktingar även för denna art: Dels drar den nytta av mänskliga aktiviteter som traditionellt jordbruk och vägbyggnad, eftersom de gynnar spridningen av näringsväxter och dess bovärdar som hallonsläktet och liknande växter; dels kan liknande aktiviteter, som modernt, högintensivt jordbruk och vägunderhåll som påverkar vägrenarna där många av artens värdväxter finns, hota dess överlevnad.